# Pétria (Metro de Charleroi)
La estación de Pétria es una estación de la red de Metro de Charleroi, operada por las líneas  y .
Es el término de la línea .

## Presentación
La estación posee, como la mayoría, un andén central. Esta es la última de la "antena" a Anderlues que funciona en "modo" metro. Desde aquí, y hasta Monument, los trenes circulan por tramos compartidos y en vía única.

## Accesos
- Rue de Mons
- Rue Jules Lafontaine

## Conexiones
| Línea | Procedencia     | Parada                          | Destino                    |
| ----- | --------------- | ------------------------------- | -------------------------- |
| 63    | JUMET Madeleine | FONTAINE-L'ÉVÊQUE Rue du Pétria | FONTAINE-L'ÉVÊQUE Fontaine |
| 173   | PIÉTON SNCB     | FONTAINE-L'ÉVÊQUE Rue du Pétria | CHARLEROI Sud              |